# 麻生川
麻生川（あさおがわ）は、主に神奈川県川崎市麻生区を流れる河川。鶴見川水系の支流である。

## 地理
東京都稲城市平尾と神奈川県川崎市麻生区金程との境界付近に源を発する。途中で小田急線の柿生駅の西150mの地点で片平川が流入し、神奈川県川崎市麻生区下麻生において鶴見川に合流する。一部で東京都町田市と麻生区の都県境を流れる他はほとんど麻生区内を流れる。柿生駅近くの大谷戸橋において、準用河川（川崎市建設局所管）から一級河川（神奈川県川崎治水事務所所管）に変わる。
小田急小田原線の新百合ヶ丘駅～柿生駅間とほぼ並行して流れる地域の沿岸1.1kmに渡って桜並木があり、春には花が咲き、花見の名所となっている。

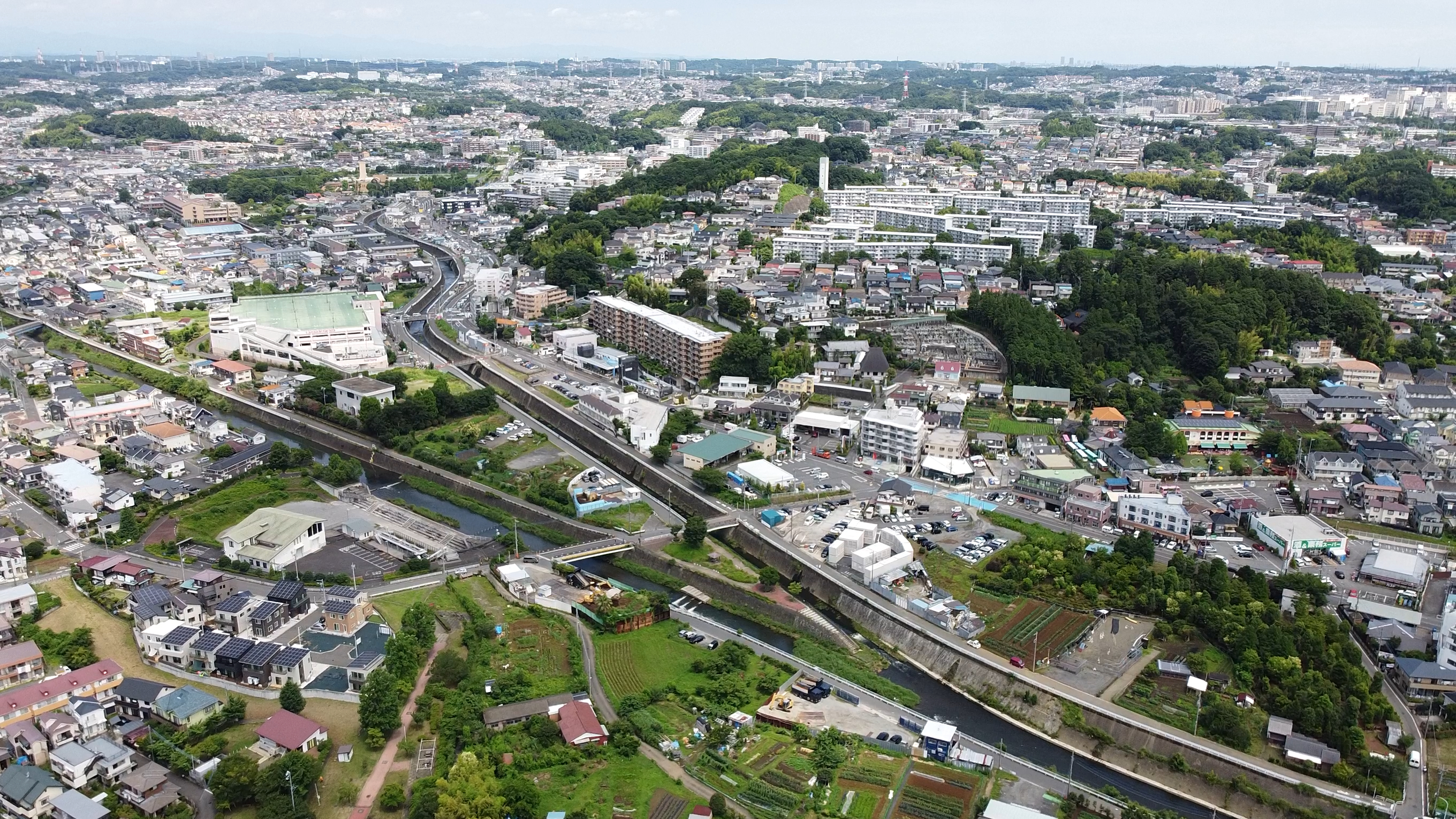
麻生川(上)と鶴見川(下)の合流地点

## 流域の自治体

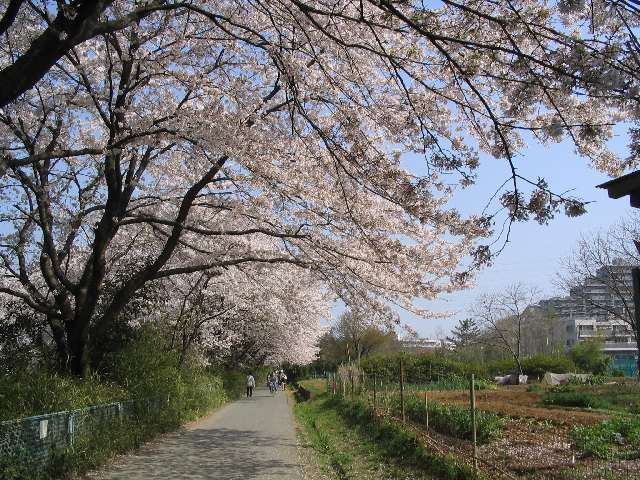
麻生川の桜並木。2005.4.10

東京都
稲城市
神奈川県
川崎市麻生区
東京都
町田市